# Briaglia
Briaglia é uma comuna italiana da região do Piemonte, província de Cuneo, com cerca de 311 habitantes. Estende-se por uma área de 6 km², tendo uma densidade populacional de 48 hab/km². Faz fronteira com Mondovì, Niella Tanaro, Vicoforte.

## Demografia
| Variação demográfica do município entre 1861 e 2011                               |
|                                                                                   |
| Fonte: Istituto Nazionale di Statistica (ISTAT) - Elaboração gráfica da Wikipedia |

Recentemente, em 2017, a população da comuna caiu para 311 habitantes.

## Cultura
- Igreja Paroquial de Santa Croce
- Igreja Desconsagrada de San Giovanni (A Igreja possui vestígios de tribos antigas pré-históricas da área)
- São Magno, em agosto em Briaglia os habitantes celebram o seu santo padroeiro com as festas tradicionais típicas da região (noites, loterias, jogos ao ar livre), os dias não são fixos, mas são fixados todos os anos (porém em agosto).
- Santa Croce, a Exaltação da Santa Cruz é celebrada em meados de setembro.